# Cvrčovice (district de Kladno)
Pour les articles homonymes, voir Cvrčovice.
Cvrčovice (en allemand : Grillenau) est une commune du district de Kladno, dans la région de Bohême-Centrale, en République tchèque. Sa population s'élevait à 768 habitants en 2020.

## Géographie
Cvrčovice se trouve à 5 km au nord-est du centre de Kladno et à 22 km au nord-ouest de Prague.
La commune est limitée par Brandýsek au nord, par Stehelčeves à l'est et par Kladno au sud et à l'ouest.

## Histoire
La première mention écrite du village date de 1316.